# Aglaia erythrosperma
Aglaia erythrosperma là một loài thực vật]] thuộc họ Meliaceae. Loài này có ở Indonesia, Malaysia, và Thái Lan.